# Ministrstvo za javno upravo Republike Slovenije
Ministrstvo za javno upravo opravlja naloge na področjih javne uprave, sistemskega urejanja organiziranosti in delovanja javnega sektorja, sistema javnih uslužbencev, plačnega sistema v javnem sektorju, javnih naročil, volilne in referendumske zakonodaje, sistemskega urejanja splošnega upravnega postopka, sistemskega urejanja upravnih taks, upravnega poslovanja, upravljanja z informacijsko komunikacijskimi sistemi in zagotavljanja elektronskih storitev javne uprave, dostopa do informacij javnega značaja, integritete v javnem sektorju, delovanja nevladnih organizacij, lokalne samouprave, kakovosti javne uprave, boljše zakonodaje ter odprave administrativnih ovir in naloge na področju sistemskega urejanja ravnanja s stvarnim premoženjem države in lokalnih skupnosti, centraliziranega ravnanja s stvarnim premoženjem države, načrtovanja in koordiniranja prostorskih potreb organov državne uprave ter drugih nalog na področju ravnanja s stvarnim premoženjem v skladu s predpisi ali aktom vlade.

## Organizacija
Notranje organizacijske enote
- Kabinet ministra za javno upravo
- Služba za mednarodne odnose in odnose z javnostmi
- Služba za upravne enote
- Služba za lokalno samoupravo
- Služba za nevladne organizacije
- Služba za notranjo revizijo
- Služba za transparentnost, integriteto in politični sistem
- Urad za razvoj
- Direktorat za informatiko
- Direktorat za javni sektor
- Direktorat za informatiko
- Direktorat za stvarno premoženje
- Direktorat za javno naročanje
- Sekretariat